# 17119 Alexisrodrz
Alexisrodrz (asteroide 17119) é um asteroide da cintura principal, a 2,4781717 UA. Possui uma excentricidade de 0,0602379 e um período orbital de 1 564,08 dias (4,28 anos).
Alexisrodrz tem uma velocidade orbital média de 18,34154908 km/s e uma inclinação de 6,33237º.
Este asteroide foi descoberto em 10 de Maio de 1999 por LINEAR.